# Municipio de Haw River
El municipio de Haw River (en inglés: Haw River Township) es un municipio ubicado en el  condado de Chatham en el estado estadounidense de Carolina del Norte. En el año 2000 tenía una población de 1.215 habitantes.

## Geografía
El municipio de Haw River se encuentra ubicado en las coordenadas 35°38′54.43″N 79°5′54.71″O / 35.6484528, -79.0985306.